# Gavin DeGraw
Gavin Shane DeGraw (South Fallsburg, 4 febbraio 1977) è un cantautore statunitense.
È pianista e chitarrista. La sua popolarità è aumentata nel 2003 e nel 2004.

## Biografia
È nato a South Fallsburg, nello stato di New York, ma si è poi trasferito con la famiglia nel Connecticut. Suo padre era una guardia carceraria e sua madre una specialista di disintossicazione da funghi, come menzionato nella canzone I Don't Want To Be. Ha un fratello maggiore, Joey, anch'egli cantante. Gavin ha frequentato il Berklee College of Music nello stesso anno di John Mayer.	 
All'inizio della carriera ha suonato in piccoli club di Manhattan supportato dai fan che lo seguivano dalla sua città natale. Ha iniziato ad avere successo con la canzone I Don't Want To Be che è stata scelta come colonna sonora del teen drama One Tree Hill. Lo stesso brano è stato presentato da diversi concorrenti ed in diverse edizioni di American Idol, Australian Idol e dell'analogo programma turco.
Il suo album di debutto con la J Records è intitolato Chariot e comprende undici canzoni tra cui i primi due singoli, Chariot e Follow Through . Dello stesso album fa parte anche la canzone I Don't Want to Be da cui è stata tratta la sigla del telefilm One Tree Hill.
Nel 2008 ha inciso il singolo In Love with a Girl che ha anticipato l'uscita dell'album Gavin DeGraw.
Ha partecipato come guest star nel ruolo di se stesso all'episodio Rapporti difficili di One Tree Hill di cui è anche autore della sigla iniziale. In seguito ha preso parte anche ad un altro episodio della quinta stagione, Amore Inevitabile, cantando proprio I Don't Want To Be sempre interpretando se stesso. Inoltre ha partecipato come guest star al tredicesimo e ultimo episodio della nona stagione di One Tree Hill (intitolato proprio One Tree Hill), cantando Soldier, Belief e I don't want to be.
DeGraw è apparso anche nella serie Dead Like Me dove interpreta un suonatore di strada ed esegue la sua canzone Chariot.
L'8 agosto 2011, DeGraw è stato ricoverato in ospedale dopo essere stato aggredito da un gruppo di uomini a New York fra la 6th Street e la First Avenue nell'East Village, vicino alla metropolitana nazionale. Il cantante ha riportato la rottura del setto nasale, una commozione cerebrale, due occhi neri e varie lacerazioni al volto; inoltre, subito dopo l'aggressione, DeGraw sarebbe stato anche involontariamente investito da un taxi. Di conseguenza, ha dovuto annullare il suo concerto previsto per il 9 agosto al Saratoga Performing Arts Center di New York. Tre degli aggressori sono stati catturati. 
Il 15 luglio 2016 ha lanciato il singolo She Sets The City On Fire, primo estratto del nuovo album Something Worth Saving seguito poi dal singolo Making Love with the Radio On pubblicato il 12 agosto 2016. L'album è uscito il 9 settembre.
Di simpatie repubblicane, nel 2025 ha presenziato alle celebrazioni per l'insediamento di Donald Trump alla Casa Bianca, eletto presidente degli USA per la seconda volta. 

## Discografia

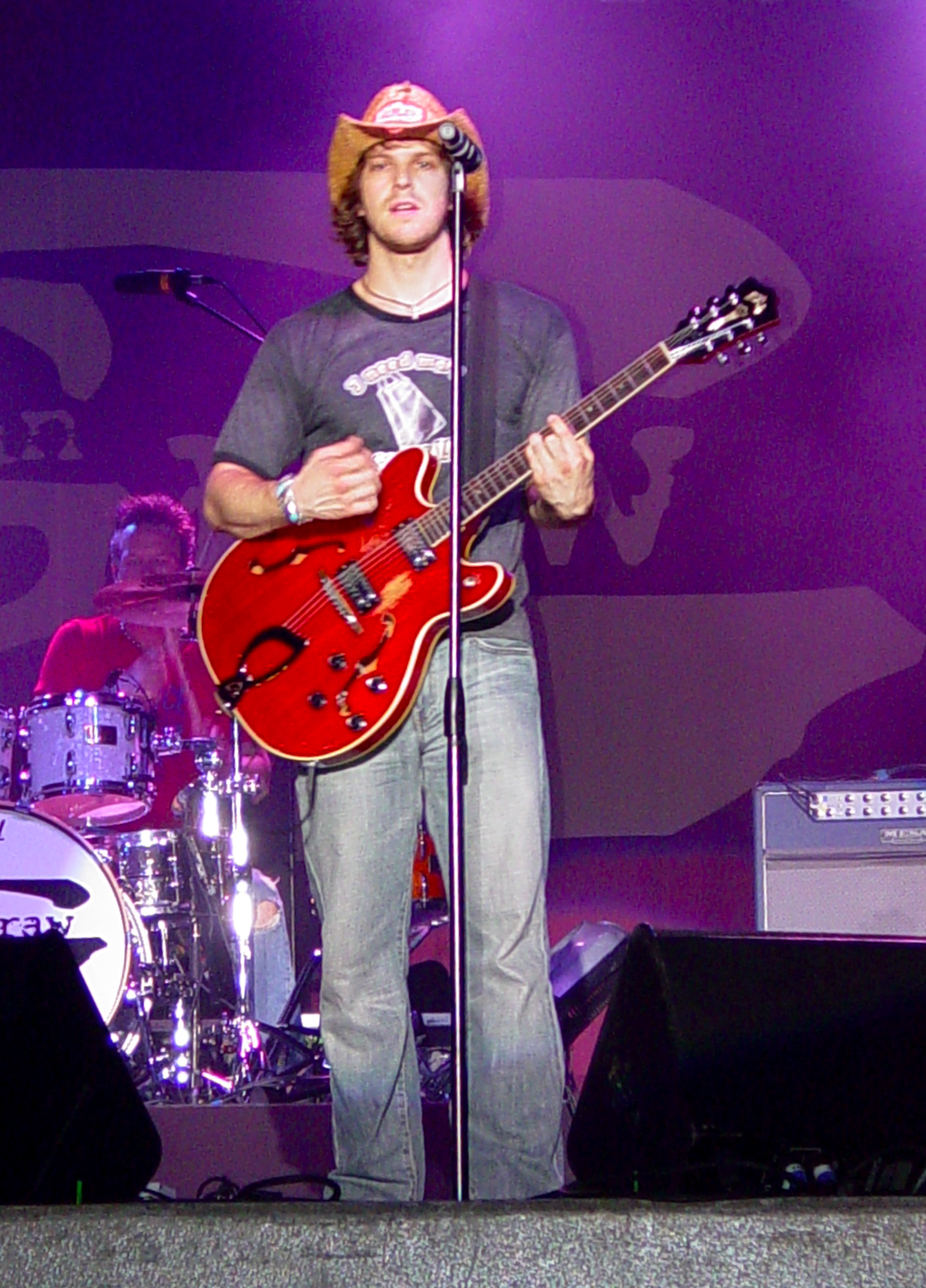
Gavin DeGraw nel 2005

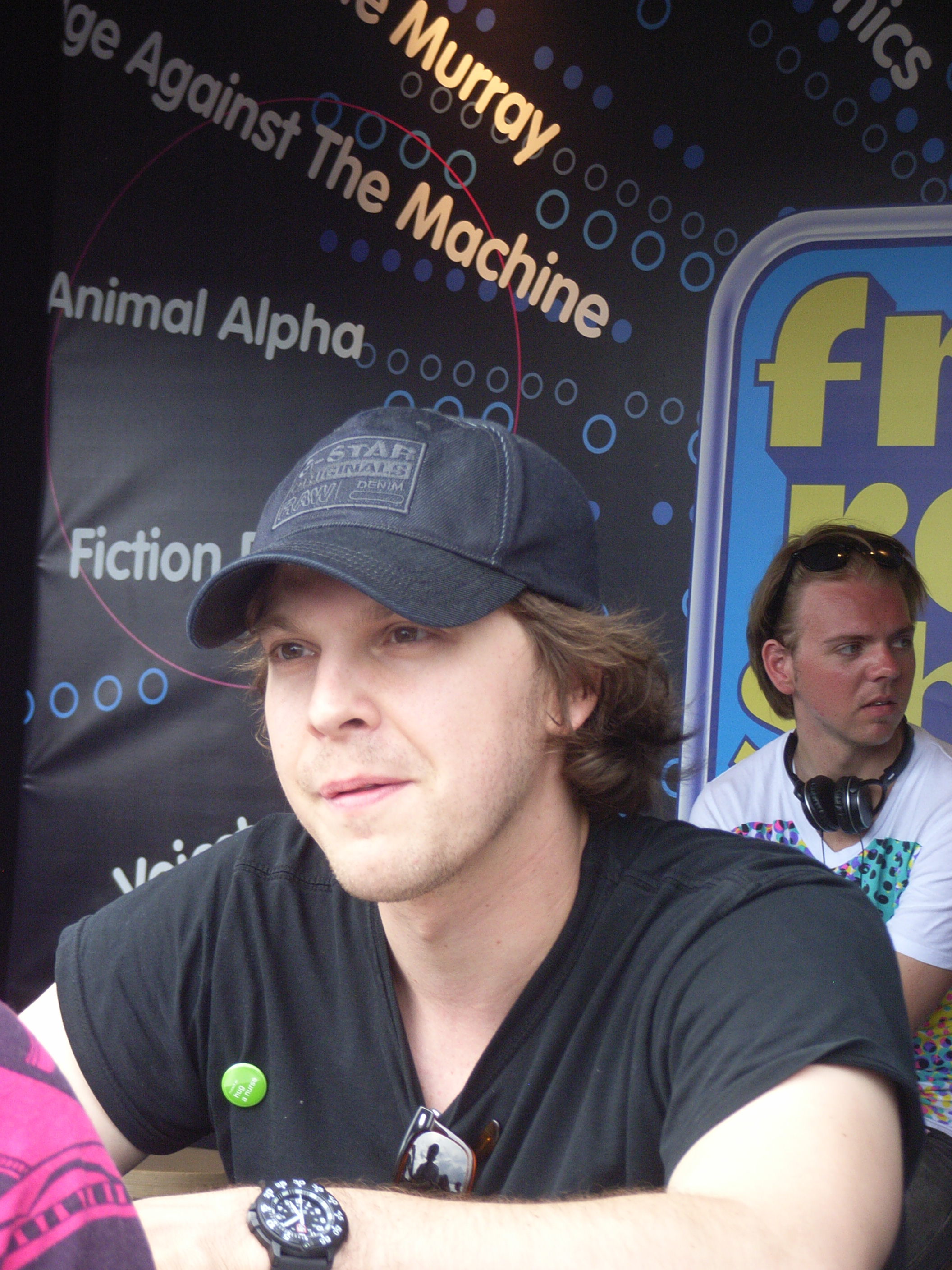
Gavin DeGraw al Pinkpop Festival 2008, Olanda

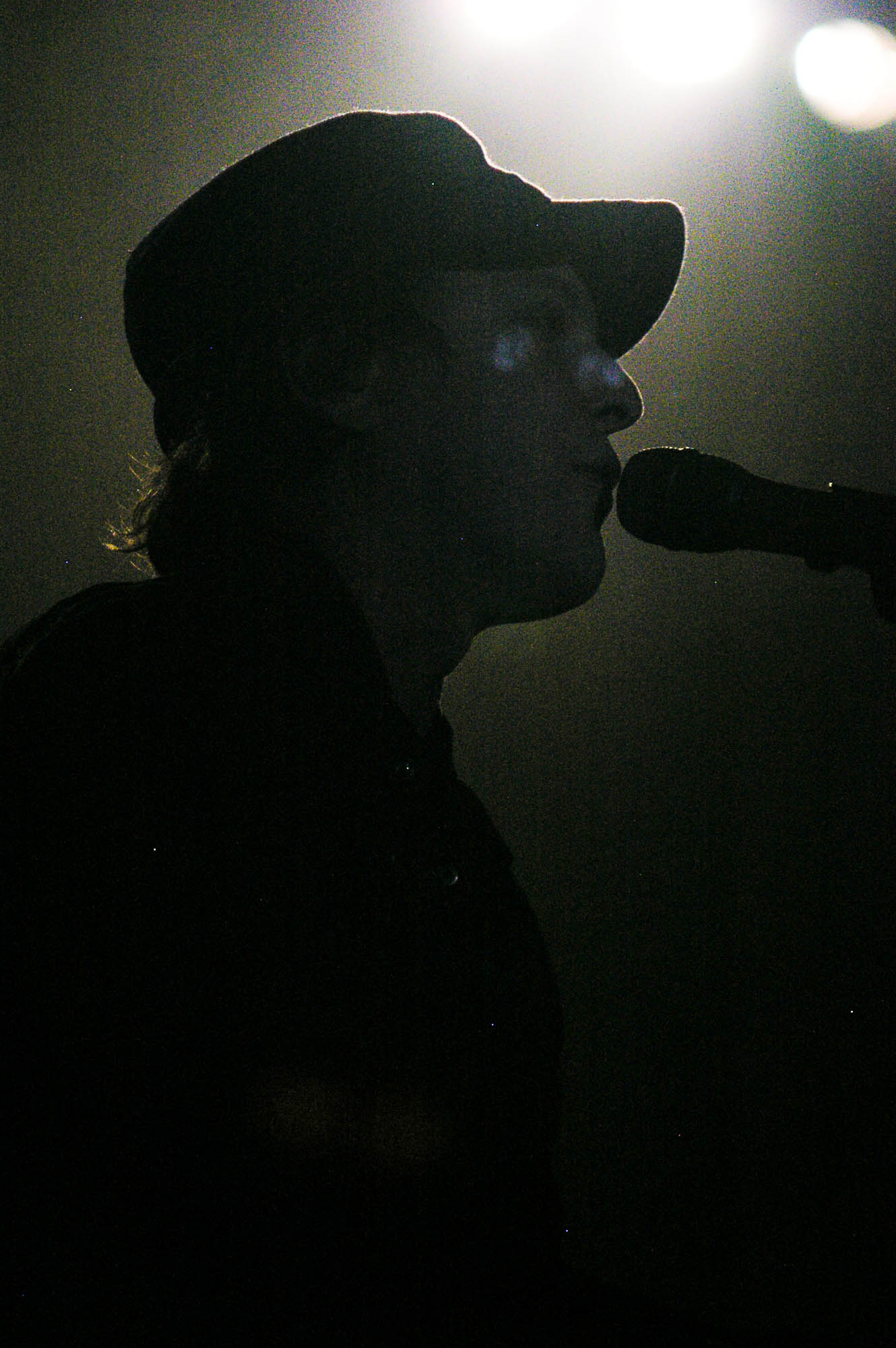
Gavin DeGraw nel 2010

### Album
| Anno | Titolo                                | U.S. | NET | NOR | SWE | ITA | DEN |
| ---- | ------------------------------------- | ---- | --- | --- | --- | --- | --- |
| 2002 | Gavin Live (indie release)            | —    | —   | —   | —   | —   | —   |
| 2003 | Chariot (Platino)                     | 56   | 6   | 2   | 21  | 42  | 1   |
| 2008 | Gavin DeGraw                          | 7    | 8   | 35  | 22  | 44  | 3   |
| 2009 | Free                                  | 19   | 76  | —   | —   | —   | 29  |
| 2011 | Sweeter                               | 8    | 7   | 25  | 29  | —   | 6   |
| 2013 | Make a Move                           | 10   | 18  | —   | 39  | —   | 21  |
| 2014 | Finest Hour: The Best of Gavin DeGraw | —    | —   | —   | —   | —   | —   |
| 2016 | Something Worth Saving                | —    | —   | —   | —   | —   | —   |

### Singoli
| Year | Title                           | Chart positions | Chart positions | Chart positions | Chart positions | Chart positions | Chart positions | Chart positions | Chart positions | Chart positions | Chart positions | Album                                 |
| Year | Title                           | U.S.            | U.S. Pop        | UK              | IRE             | AUS             | NZ              | NET             | ITA             | NOR             | SWE             | Album                                 |
| ---- | ------------------------------- | --------------- | --------------- | --------------- | --------------- | --------------- | --------------- | --------------- | --------------- | --------------- | --------------- | ------------------------------------- |
| 2004 | "I Don't Want to Be"            | 10              | —               | 32              | 25              | 19              | 30              | 9               | —               | 6               | 15              | Chariot                               |
| 2005 | "Chariot"                       | 30              | 21              | 114             | —               | —               | —               | 12              | 27              | 19              | —               | Chariot                               |
| 2005 | "Follow Through"                | —               | 52              | —               | —               | —               | —               | 13              | —               | 12              | —               | Chariot                               |
| 2006 | "Just Friends"                  | —               | —               | —               | —               | —               | —               | 21              | —               | —               | —               | Chariot                               |
| 2006 | "We Belong Together"            | —               | —               | —               | —               | —               | —               | —               | —               | —               | —               | Gavin DeGraw                          |
| 2008 | "In Love with a Girl"           | 24              | 25              | —               | —               | —               | —               | 22              | 41              | —               | —               | Gavin DeGraw                          |
| 2008 | "She Holds a Key"               | —               | —               | —               | —               | —               | —               | 29              | —               | —               | —               | Gavin DeGraw                          |
| 2008 | "Cheated On Me"                 | —               | 30*             | —               | —               | —               | —               | —               | —               | —               | —               | Gavin DeGraw                          |
| 2009 | "I Have You to Thank"           | —               | —               | —               | —               | —               | —               | —               | —               | —               | —               | Gavin DeGraw                          |
| 2009 | "Stay"                          | —               | —               | —               | —               | —               | —               | —               | —               | —               | —               | Free                                  |
| 2009 | "Dancing Shoes"                 | —               | —               | —               | —               | —               | —               | —               | —               | —               | —               | Free                                  |
| 2011 | "Not Over You"                  | 19              | 11              | —               | —               | 37              | 8               | 13              | —               | —               | —               | Sweeter                               |
| 2011 | "Sweeter"                       | —               | —               | —               | —               | —               | —               | 25              | —               | —               | —               | Sweeter                               |
| 2012 | "Soldier"                       | —               | —               | —               | —               | —               | —               | 52              | —               | —               | —               | Sweeter                               |
| 2013 | "Best I Ever Had"               | 75              | —               | 80              | —               | —               | —               | 22              | —               | —               | —               | Make a Move                           |
| 2013 | "Make A Move"                   | —               | —               | —               | —               | —               | —               | —               | —               | —               | —               | Make a Move                           |
| 2014 | "Fire"                          | —               | —               | —               | —               | —               | —               | —               | —               | —               | —               | Finest Hour: The Best of Gavin DeGraw |
| 2016 | "She Sets The City On Fire"     | —               | —               | —               | —               | —               | —               | —               | —               | —               | —               | Something Worth Saving                |
| 2016 | "Making Love with the Radio On" | —               | —               | —               | —               | —               | —               | —               | —               | —               | —               | Something Worth Saving                |

*: nell'US adult chart